# Terra di Bari
A Terra di Bari (jelentése Bari földje) Olaszország Puglia régiójának egy, a Nápolyi Királyság idejében létező közigazgatási egysége, mely magába foglalta Bari városát és a környező településeket. Északon Capitanata határolta, délen pedig Terra d'Otranto. Napjainkban hozzávetőlegesen Bari megye területének felel meg. 
Napjainkban Terra di Bariként nevezik, a Murge-fennsík és Adriai-tenger közötti partszakaszt Bari központtal, melyet az Ofanto és Fasano folyók fognak közre. 
2005 óta Bari városi tanácsa ezt az elnevezést használja a város agglomerációjának megnevezésére is.

## Fordítás
- Ez a szócikk részben vagy egészben  a   Terra di Bari című olasz Wikipédia-szócikk ezen változatának fordításán alapul.  Az eredeti cikk szerkesztőit annak laptörténete sorolja fel. Ez a jelzés csupán a megfogalmazás eredetét és a szerzői jogokat jelzi, nem szolgál a cikkben szereplő információk forrásmegjelöléseként.